# InuYasha: Kagami no Naka no Mugenjō
InuYasha: Tòa lâu đài bên kia màn gương (映画犬夜叉　鏡の中の夢幻城 Eiga Inuyasha: Kagami no Naka no Mugenjō) là bộ phim thứ hai về series InuYasha. Được trình chiếu vào ngày 21 tháng 12 năm 2002 ở Nhật và vào ngày 28 tháng 12 ở Hoa Kỳ, do Shinohara Toshiya làm đạo diễn. Phim được trình chiếu ở giữa tập 95 và 96 của anime. Các hình ảnh nhân vật trong movie rất giống với các hình ảnh nhân vật trong manga của Takahashi Rumiko hơn là các hình ảnh trong bộ anime phát sóng trên TV (do Hishinuma Yoshihito thiết kế).

## Cốt truyện
Bộ phim bắt đầu với cảnh đánh nhau giữa nhóm Inu Yasha và Naraku. Cuối cùng, nhóm bạn đã tiêu diệt được Naraku. Mọi người vẫn còn nghi ngờ cho tới khi Phong Huyệt trên cánh tay của pháp sư Miroku biến mất và trái tim của Kagura trở về với cơ thể của cô.
Sau trận chiến, Sango, Kagome và Shippō thư giãn ở suối nước nóng. Lúc đó, vị tổ tiên của Bắc Điều là Akitoki Hojo vô tình nhìn thấy họ. Miroku phát hiện ra anh, nhưng bị sẩy chân rơi xuống chỗ tắm của ba người nên bị Sango cho một trận đòn. Inuyasha cứ tưởng là có chuyện nên lập tức chạy đến, kết quả là anh bị Kagome ngăn lại bằng câu "mau ngồi xuống". Sau đó, Inuyasha, Kagome và Shippou tiếp tục truy tìm các mảnh vở của viên ngọc Tứ Hồn, còn Miroku về chùa của sư phụ mình, Sango về làng với hy vọng tìm ra Kohaku.
Kagome phải tạm thời phải quay trở về thời hiện đại của cô để bắt kịp chương trình học mới về truyền thuyết công chúa Kaguya (Hằng Nga), một trinh nữ tới từ mặt trăng. Kaguya đang bị giam giữ trong một chiếc gương nằm sâu trong một cái hồ ở thời Chiến quốc, chỉ có thể được giải thoát một khi năm món báu vật trên cõi đời được thả xuống năm cái hồ trên núi Phú Sĩ. 5 bảo vật đó tượng trưng cho Ngũ hành, đó là:
+Pha lê từ cổ rồng
+Mảnh vải áo chuột lửa
+Chồi cây đá của Horai
+Bình đá của Đức Phật
+Mai của nhạn ốc tiền

## Tham gia làm phim

### Diễn viên lồng tiếng
- Inuyasha - Yamaguchi Kappei/Richard Ian Cox
- Kagome Higurashi - Yukino Satsuki/Moneca Stori
- Pháp sư Miroku - Tsujitani Koji/Kirby Morrow
- Sango - Kuwashima Hōko/Kelly Sheridan
- Shippou - Watanabe Kumiko/Jillian Michaels
- Kagura - Ōgami Izumi/Janyse Jaud
- Myoga - Ogata Kenichi/Paul Dobson
- Naraku - Morikawa Toshiyuki/Paul Dobson
- Sota Higurashi - Nakagawa Akiko/Saffron Henderson
- Ông của Kagome - Suzuki Katsumi/French Tickner
- Mẹ của Kagome - Dodo Asako/Cathy Weseluck
- Kaede - Kyoda Hisako/Pam Hyatt
- Kanna - Yukana/Janyse Jaud
- Kikyou - Hidaka Noriko/Willow Johnson
- Hachi - Nakajima Toshihiko/Terry Klassen
- Kohaku - Yajima Akiko/Danny McKinnon
- Kagura - Harada Mieko/Nicole Oliver
- Vô Tâm Đại sư  - Fujimoto Yuzuru/Alec Willows
- Bắc Điều - Ueda Yuji/Matt Smith
- Do Gia - Okamoto Nami/Cathy Weseluck
- Hội Lý - Masuda Yuki/Saffron Henderson
- Bộ Mỹ - Shimizu Kaori/Jillian Michaels

### Thực hiện
Đạo diễn
Shinohara Toshiya
Kịch bản
Sumisawa Katsuyuki
Âm nhạc
Kaoru Wada
Nội dung gốc
Takahashi Rumiko
Chỉ đạo nghệ thuật
Ishigaki Tsutomu
Chỉ đạo hình ảnh
Yagi Hirofumi
Sản xuất
Ueda Masuo, Suwa Michihiko, Iwata Mikihiro
Bài hát trong phim
"Yura Yura" (ゆらゆら Wavering)
Lời: Mochida Kaori
Nhạc: Tako Kunio
Sửa chữa: Otani Yasuo, Nakao Masafumi và Ito Ichiro
Thể hiện: Every Little Thing
Bài hát lồng trong phim
"Ai no Uta" (愛の謳 Tình ca)
Lời: Mochida Kaori
Nhạc: Tako Kunio
Sửa chữa: Murata Akira
Thể hiện: Every Little Thing